# Alien Boys
Die Alien Boys waren eine Rockgruppe aus Hamburg. Sie existierte von 1987 bis 1994 und war, obwohl sie oft dem Grunge-Genre zugerechnet wurde, vielmehr eine Band, die sich optisch und musikalisch den 1970er-Jahren mit ihren zähen Doom-Metal-Anfängen und psychedelischen Untertönen verschrieben hatte. Der Sludge-Sound bildet dabei die zugelassenen modernen Einflüsse ab.

## Bandgeschichte
Die Band um Sänger Andreas „Andi“ Schmidt und Bassist Ronnie Henseler benannte sich nach einem Wipers-Lied. Bei dem kleinen Hamburger Label Anaconda Records veröffentlichte sie 1989 in einer aufwändigen Red-Vinyl-Ausgabe mit beigefügter limitierter Flexidisc das Album Lawmachine und beim ebenfalls kleinen kalifornischen Label Rave Records 1990 den Nachfolger The Seeds of Decay, auf dem im zwölfminütigen Titellied eine Sitar zu hören ist. Mit diesen als Referenz plus neuen Ideen auf einem Demo-Tape fragten sie beim Bochumer Label Gun Records nach wieder heimatnäherer Betreuung an. Rave Records durfte nach dem Gun-Abschluss das in Hamburg und Seattle entstandene Mini-Album Doom Picnic (1992) auf dem amerikanischen Markt vertreiben. Das zu ihrem bekanntesten Album avancierende Doom Picnic, dessen erster Titel City of Rain im Hamburger Schauspielhaus in der Oliver-Stone-Adaption Talk Radio eingesetzt wurde, war von Jack Endino produziert worden, der zuvor unter anderem mit Nirvana, Soundgarden und Mudhoney gearbeitet hatte.
In Deutschland hatten die Alien Boys zweimal für Soundgarden deren Louder than Love-Tour eröffnet. 1990 war eine erste, vierwöchige, US-Tour gefolgt, an die sich im April und Mai 1991 eine zweite, diesmal sogar sechswöchige, angeschlossen hatte. Nun setzten sie im Oktober 1992 erneut in die USA über, um mit den Punkrockern Seaweed einige Wochen zu touren. 1993 stand im Zeichen einer Deutschland-Tour mit den Doom-Kollegen Count Raven und den nicht ganz so doomigen Stillborn sowie der Einspielung von Album Nummer vier, dem ursprünglich als Heavy angekündigten Nekropolis. Doch Gitarrist Thomas („Tom“) laborierte an einem Hörsturz, der ihn zur Aufgabe zwang. Sein Ersatz hörte auf den Namen Stefan. Das Bandgefüge war jedoch angeschlagener als angenommen und überstand kein weiteres Jahr mehr. Schmidt hatte schon 1992 die Band Prollhead mit ins Leben gerufen, der er sich nun im großen Stil widmete und zu der er nach dem Ausstieg des Gitarristen ein Jahr später Henseler, der das Saiteninstrument wechseln musste, hinzugeholt hatte.

## Stil
Bandboss Andi Schmidt lehnte die Einordnung in den Doom Metal ab und bevorzugte stattdessen die Bezeichnung „Psychedelischer Heavy-Rock“. Die ersten fünf Black-Sabbath-Alben galten über Jahre hinweg für ihn als das Nonplusultra, bis Bewunderungen von Mudhoney und Soundgarden hinzukamen. Martin Groß meinte in seiner Rezension für den Metal Hammer, die Band klinge nach der Black-Sabbath-Frühphase und ein bisschen nach Soundgarden. Sein Klangeindruck war ein sehr zäher. Die MusikWoche urteilte über Nekropolis: „[…] eine explosive Mischung aus psychedelischem Rock und doomigem Metal. Dem […] Opus merkt man die Faszination des Quartetts für den Sound der frühen Aerosmith (Mountain) und von Black Sabbath an. Zwischen tonnenschweren Gitarrenwänden (Losing Blood) und mörderischen Gesangsattacken (Judgement Farm) geht den Alien Boys im Verlauf der zehn Songs allerdings die eigene Note verloren.“ Auch Andreas Schöwe vom Metal Hammer vermisste vor lauter Black-Sabbath-Reminiszenzen eigene Akzente, als er ihrem Auftritt beiwohnte.

## Diskografie
- 1989: Lawmachine (Anaconda Records)
- 1990: The Seeds of Decay (Rave Records)
- 1992: Doom Picnic (Mini-CD, Rave Records/Gun Records)
- 1993: Nekropolis (Gun Records)